# Kasso Productions
Kasso Inc Productions est une société de production créée en 1996 par Mathieu et Peter Kassovitz.

## Historique
Kasso inc. est la première société de production que Mathieu Kassovitz a créé après son premier film : Metisse. Elle est composée de Mathieu Kassovitz et de son père Peter. Kasso inc. a participé au financement de La Haine et d'Assassin(s) de Mathieu Kassovitz mais aussi de Jakob le menteur de Peter Kassovitz.
Kasso Inc. est maintenant dirigée par Peter Kassovitz car Mathieu a créé sa propre société de production MNP Entreprise.

## Films produits
- 1995 : La Haine de Mathieu Kassovitz
- 1996 : Bernie d'Albert Dupontel
- 1997 : Assassin(s) de Mathieu Kassovitz
- 1999 : Jakob le menteur de Peter Kassovitz
- 2005 : Nèg Maron de Jean-Claude Flamand Barny
- 2011 : L'Ordre et la Morale de Mathieu Kassovitz